# Förbundsdagsvalet i Västtyskland 1969

Sammansättningen av förbundsdagen efter valet i den yttre halvringen, sammansättningen före valet i den inre halvringen; rött: SPD, gult: FDP, svart: CDU och CSU

Förbundsdagsvalet i Västtyskland 1969 ägde rum den 28 september 1969.
Framgången för socialdemokraterna innebar att partiet kunde lämna storkoalitionen med CDU/CSU och istället bilda regering tillsammans med FDP. Detta var första gången sedan Weimarrepubliken som den tyske regeringschefen var socialdemokrat.
Den 21 oktober 1969 valdes SPD:s partiledare Willy Brandt till förbundskansler.

## Röstresultat
| Parti                | Parti                                | Partiledare          | Röster               | Röster | Röster | Mandatfördelning | Mandatfördelning |
| Parti                | Parti                                | Partiledare          | Antal                | %      | +− %   | Antal            | +−               |
| -------------------- | ------------------------------------ | -------------------- | -------------------- | ------ | ------ | ---------------- | ---------------- |
|                      | Tysklands socialdemokratiska parti   | Willy Brandt         | 14 065 716           | 42,67  | +3,4 % | 224 (13)         | +22              |
|                      | CDU                                  | Kurt Georg Kiesinger | 12 079 535           | 36,64  | −1,4   | 193 (8)          | −3               |
|                      | CSU                                  | Franz Josef Strauss  | 3 115 652            | 9,45   | −0,2   | 49               | —                |
|                      | FDP                                  | Walter Scheel        | 1 903 422            | 5,77   | −3,7   | 30 (1)           | −19              |
|                      | Tysklands Nationaldemokratiska Parti | Adolf von Thadden    | 1 422 010            | 4,31   | +2,3   | —                | —                |
|                      | Aktion Demokratischer Fortschritt    |                      | 197 331              | 0,60   | ?      | —                | —                |
|                      | Bayernpartei                         | Hans Höcherl         | 49 694               | 0,15   | ?      | —                | —                |
|                      | Europäische Föderalistische Partei   | ?                    | 49 650               | 0,15   | ?      | —                | —                |
|                      | Gesamtdeutsche Partei                | Hermann Ahrens       | 45 401               | 0,14   | ?      | —                | —                |
|                      | Freisoziale Union                    | ?                    | 16 371               | 0,05   | ?      | —                | —                |
|                      | Deutsche Zentrumspartei              | ?                    | 15 933               | 0,05   | ?      | —                | —                |
|                      | Unabhängige Arbeiter-Partei          | ?                    | 5 309                | 0,02   | ?      | —                | —                |
| Antal giltiga röster | Antal giltiga röster                 | Antal giltiga röster | 32 966 024           | 100,00 |        | 496 (22)         |                  |
| Ogiltiga röster      | Ogiltiga röster                      | Ogiltiga röster      | 557 040              |        |        |                  |                  |
| Totalt               | Totalt                               | Totalt               | 33 523 064 (86,67 %) |        |        |                  |                  |

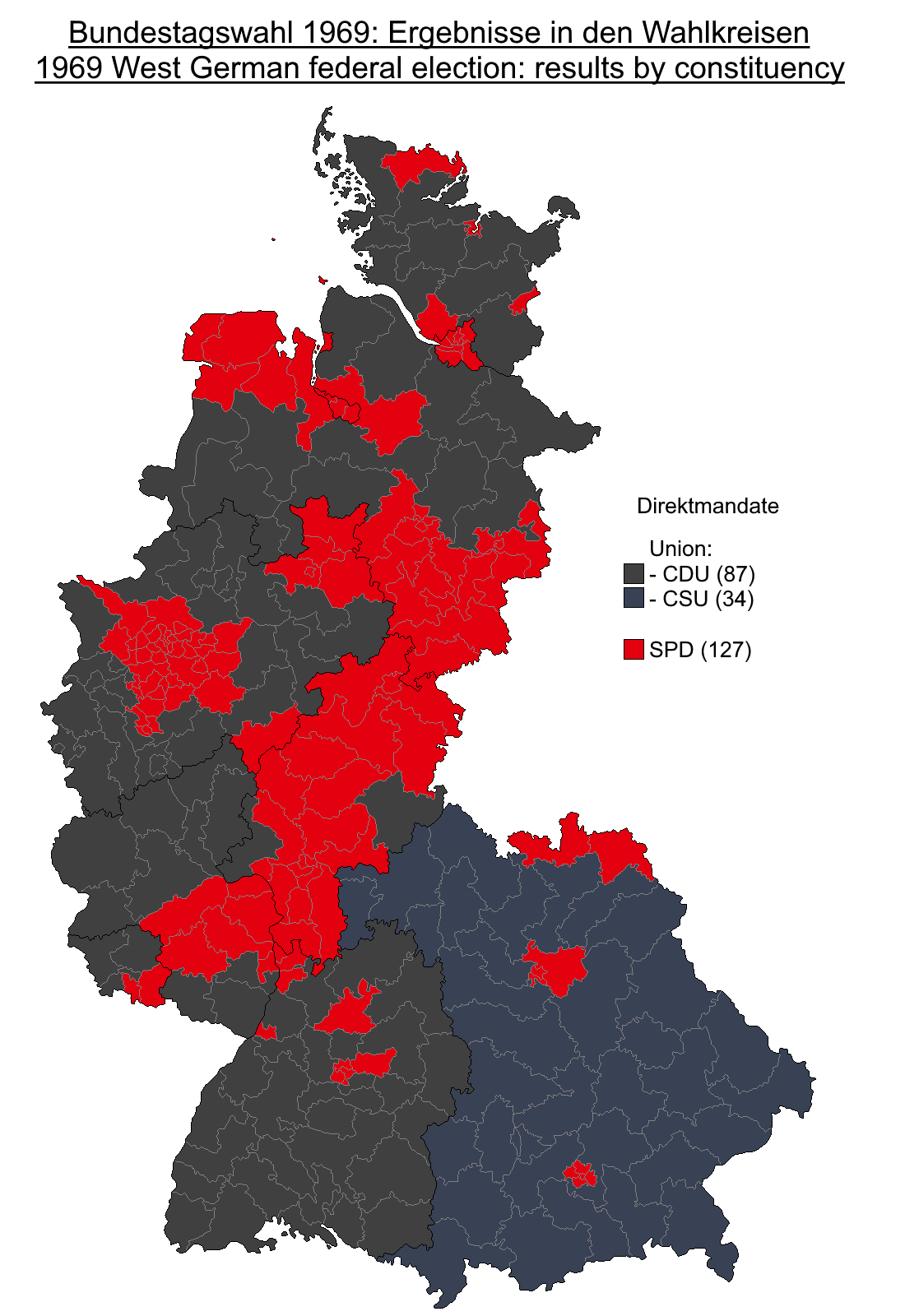
Valkretsresultat för förstarösterna

Siffrorna inom parentes är förbundsdagsledamöter från Berlin. Dessa saknade rösträtt i Förbundsdagen.